# Gabriel Valdés
Gabriel Valdés Subercaseaux (Santiago del Cile, 3 luglio 1919 – Santiago del Cile, 7 settembre 2011) è stato un politico cileno, appartenente al Partito Democratico Cristiano del Cile.
È un avvocato, diplomatico e accademico. Ha ricoperto il ruolo di Presidente del Senato ed è stato Ministro degli affari esteri nel governo di Eduardo Frei Montalva.
Nacque nel 1919 nel comune di San Miguel, sobborgo della capitale Santiago del Cile. Il padre, Horacio Valdés Ortúzar, era un ingegnere mentre sua madre, Blanca Subercaseaux Errázuriz, artista hanno avuto cinque figli.
Durante la sua infanzia ha vissuto in Europa ed in quel periodo ha incontrato la poetessa cilena Gabriela Mistral. Nel 1929 assieme alla sua famiglia si trasferisce in Italia assieme a suo nonno Ramón Subercaseaux che ha ricoperto la funzione di ambasciatore del Cile in questo paese. A Roma ha studiato alla Scuola San Giuseppe. Nel 1932 ritorna a Santiago e studia al Collegio San Ignacio e diventa alunno Alberto Hurtado.
Nel 1945 si laurea in Diritto presso la Pontificia Università Cattolica del Cile. Negli anni successivi studia in Francia per specializzarsi in Economia. In politica comincia a militare nella Falange Nazionale e contribuì alla fondazione del Partito Democratico Cristiano del Cile, di tendenza social-cristiana.
Il Presidente Eduardo Frei Montalva lo nomina Ministro degli Esteri alla fine del suo mandato.
Con l'ascesa del socialista Salvador Allende viene proposto dallo stesso Presidente come segretario generale del dipartimento del Programma delle Nazioni Unite per lo Sviluppo. Per 10 anni ha vissuto a New York e ritorna in Cile nel 1982. Nominato leader del suo partito s'impegna come oppositore del regime fascista-militare del gen. Augusto Pinochet.
Sostenitore dell'Alianza Democrática assieme ai socialisti e nel 1985 partecipa alla fondazione della Concertación de Partidos por la Democracia, la coalizione di centrosinistra tuttora al governo.
Venne accusato di fomentare le proteste contro il regime e per questo fu arrestato.
Alle elezioni parlamentari del 1989 è stato eletto senatore per la Regione di Los Lagos e nello stesso tempo è stato nominato Presidente dell'assemblea, carica che mantenne fino al 1996. Nel 1993 ha rinunciato alla corsa presidenziale per lasciare spazio al suo compagno di partito Eduardo Frei Ruiz-Tagle.
Nel 1997 viene rieletto al Senato e rinuncia alla corsa alla scelta del candidato DC alle elezioni primarie in favore di Andrés Zaldívar.
Nel 2006 viene nominato come ambasciatore del Cile in Italia dalla Presidente Michelle Bachelet.
È scomparso nel 2011 all'età di 92 anni.